# 桂米之助
桂 米之助（かつら よねのすけ）は上方落語の名跡。『古今東西落語家事典』（1989年）の「索引小事典」には5人が記載されているが、公式には下記の3代目をもとにして代数を数える。
1999年に3代目が没し、以後は空き名跡となっていたが、2025年3月に桂ちょうばが4代目の名跡として襲名した。
- 初代桂米之助 - 後∶3代目桂米團治[1]
- 2代目桂米之助 - 後∶4代目桂米團治[1]'
- 3代目桂米之助
- 4代目桂米之助 - 当代。桂ちょうばが2025年3月に襲名した。

## 他の米之助
- 桂米之助 - 3代目桂文團治の門下[1]。月亭春松の『落語系圖』によると「二代目米之助」とある[1]。
- 桂米之助 - 4代目桂文團治が桂麦團治だった当時の門人・桂團若が一時期名乗った[1]。『落語系圖』はその後3代目笑福亭圓笑門下に移って笑福亭圓三郎となり[4]、さらに2代目笑福亭福圓に預けられてその門人となったとするが[5]、『古今東西落語家事典』はこの点について触れていない[1]。